# 731 (numero)
Settecentotrentuno (731) è il numero naturale dopo il 730 e prima del 732.

## Proprietà matematiche
- È un numero dispari.
- È un numero composto con 4 divisori: 1, 17, 43, 731. Poiché la somma dei suoi divisori (escluso il numero stesso) è 61 < 731 è un numero difettivo.
- È un numero semiprimo.
- È un numero congruente.
- È un numero intero privo di quadrati.
- È un numero palindromo nel sistema di numerazione posizionale a base 14 (3A3).
- È parte delle terne pitagoriche (344, 645, 731), (731, 780, 1069), (731, 6192, 6235), (731, 15708, 15725), (731, 267180, 267181).

## Astronomia
- 731 Sorga è un asteroide della fascia principale del sistema solare.
- NGC 731 è una galassia ellittica della costellazione della Balena.

## Astronautica
- Cosmos 731 è un satellite artificiale russo.